# Pyke Koch
Pieter Frans Christiaan Koch dit Pyke Koch est un peintre néerlandais né le 15 juillet 1901 à Beek, près de Nimègue et mort le 27 octobre 1991 à Wassenaar.

## Biographie
Son père était médecin, sa mère venait d’une famille musicienne. Pyke Koch se mit très jeune au violon et il songea même a entrer au Conservatoire. Ses parents, toutefois, le poussèrent à faire du droit, et il commença ses études en 1920 à l'université d'Utrecht. Il les interrompit brusquement en 1927 pour se vouer a la peinture. L'année suivante déjà il exposait ses premières toiles aux Indépendants d’Amsterdam.  
En 1934, Koch épouse a la Haye, Jkvr. Hedwig Maria (Heddy) de Geer (1905-1988). De cette alliance naitront deux fils. 
Koch travaillait dans son atelier au Oudegracht 356 à Utrecht depuis 1920 et vivait entre Utrecht et Oudegein, la propriété de famille de son épouse. Il a relativement peu voyagé, mais il a habité un an à La Haye, de 1934 a 1935, et il a régulièrement séjourné en Italie avec son épouse dans la Villa Ruspoli à Florence entre 1937 et en 1939. Marqué pas ses voyages en Italie, Koch, au cours des années 1930, s’orientera de plus en plus vers l’art du début de la Renaissance.
Pendant la seconde moitié des années 1980, et jusqu'à sa mort survenue à l’automne 1991, Koch mène une vie retirée.

## Œuvre de Pyke Koch

### De la Neue Sachlichkeit et le surréalisme au «réalisme magique»
L’œuvre de Koch fut d’abord classée dans la Neue Sachlichkeit et le surréalisme, des mouvements dont l’influence se fit sentir aux Pays-Bas vers la fin des années 1920. Plus tard, suivant en cela les exemples allemand et italien, on parla plutôt de « réalisme magique », non seulement pour les toiles de Koch, mais aussi pour celles de peintres contemporains dont l’œuvre semblait s’apparenter à la sienne, par exemple Carel Willink et Raoul Hynckes.

### Œuvre picturale et activités annexes
Koch n’a exécuté qu'un petit nombre de tableaux pendant une carrière s'étendant sur une période active de cinquante-cinq ans. Son œuvre compte surtout des tableaux et quelques dessins, mais Koch créa aussi, à l'occasion, des décors de théâtre, des ex-libris, la jaquette d’un livre, quelques intérieurs et même un réverbère. Les postes néerlandaises émirent en 1936, 1937, 1938, 1943 et 1957 des timbres dessinés par Koch.

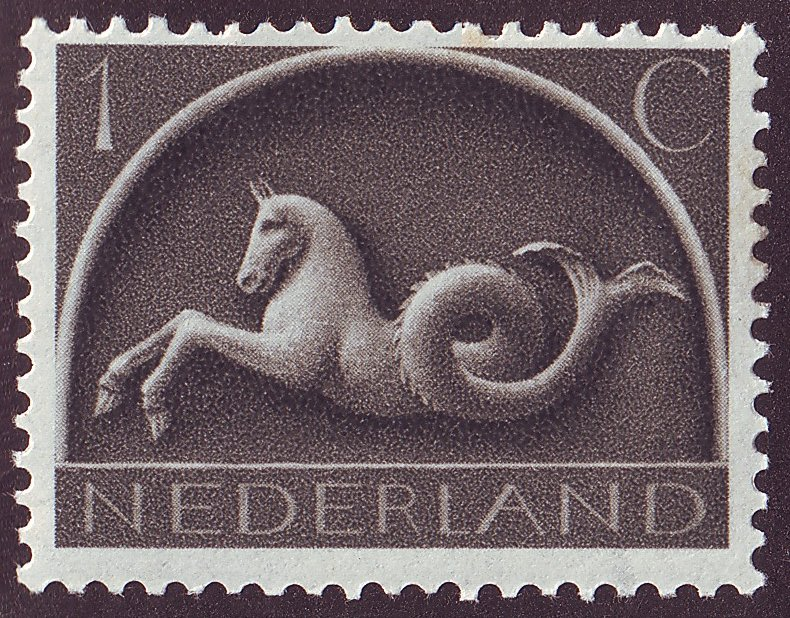
Cheval aquatique
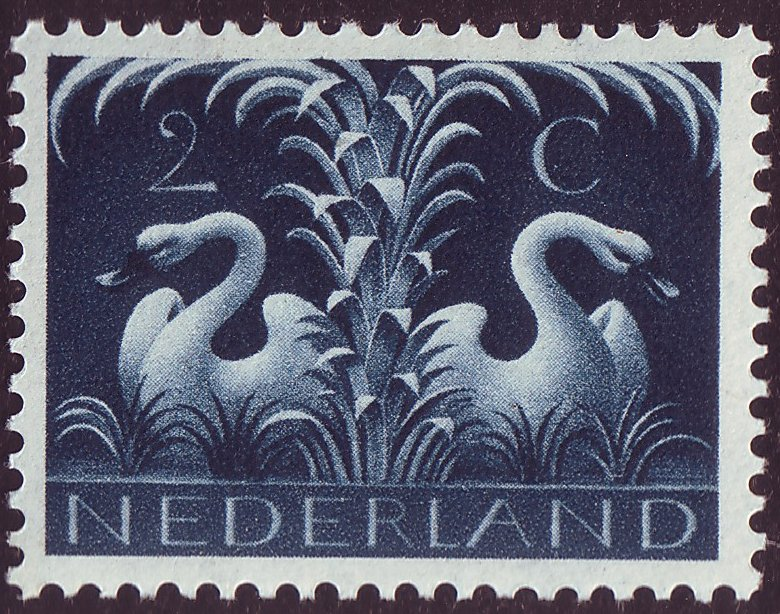
Cygnes
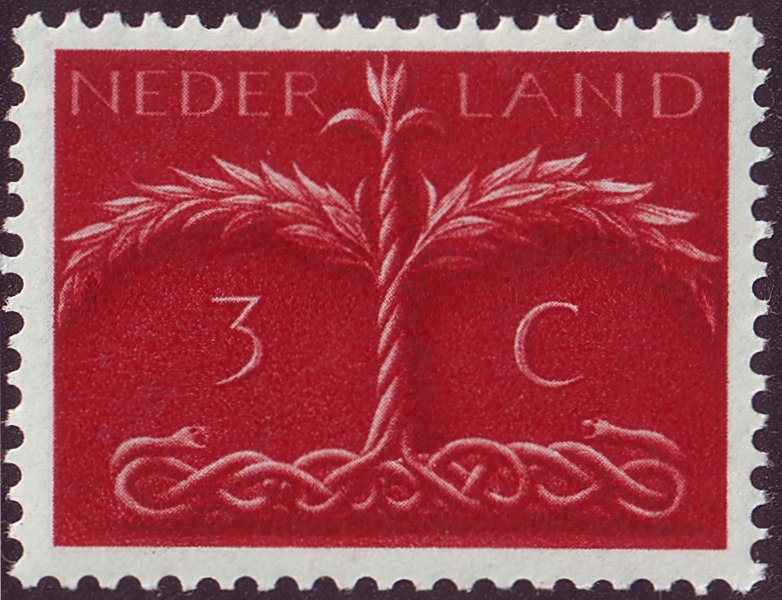
Arbre des serpents
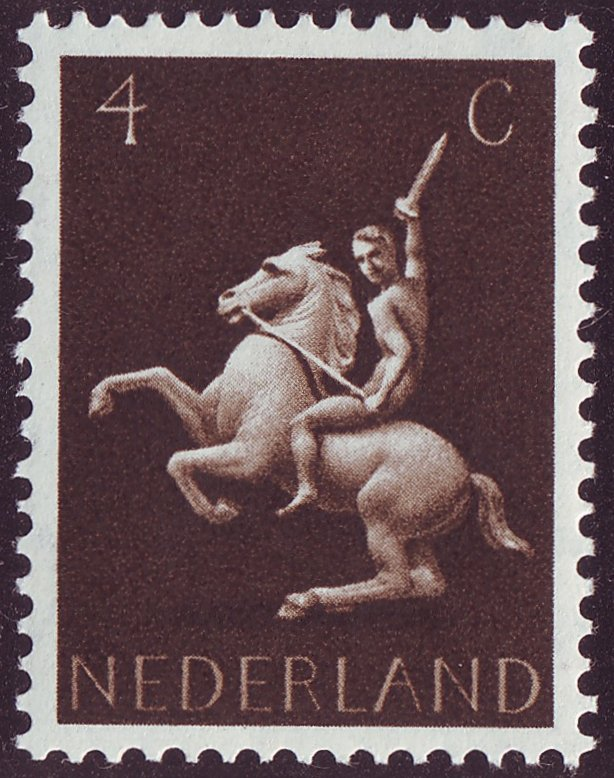
Équitation
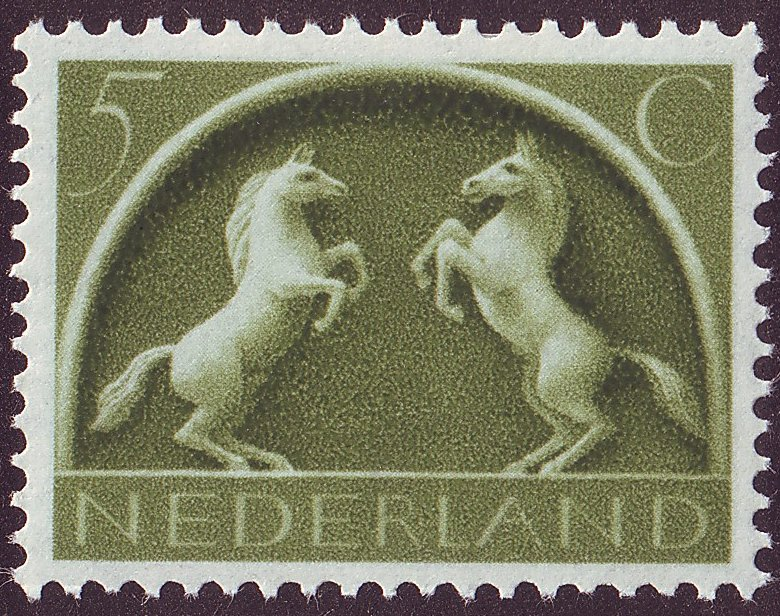
Chevals de Saxe